# ドンバスの戦い (2022年)
ドンバスの戦い（ドンバスのたたかい）、またはドンバス攻勢（ドンバスこうせい）は、2022年ロシアのウクライナ侵攻中の2022年4月18日に始まった、ドネツィク、ルハンシク、ハルキウの各州の支配を巡るロシア軍とウクライナ軍との進行中の軍事的戦闘である。この戦いは、ロシアのウクライナ侵攻の第2段階と見なされており、地理的にはウクライナ東部攻勢と同じ戦域である。
この攻勢は現在、ルビージュネ-イジューム-フリアイポール-マリウポリラインに沿って行われており、この攻勢でドンバスのウクライナ軍の包囲とドネツクとルハンスク地域全体をロシアが支援する疑似国家の「ドネツク人民共和国」（DPR）と「ルガンスク人民共和国」（LPR）に併合することを目的としている。ドンバスの戦いの初期の発展と戦略的重要性は、1943年のクルスクの戦いや1944年の大陸打通作戦と比較されている。
6月23日時点で、ロシアはドネツク地方の55%を支配したと主張し、7月3日までにルハーンシク地域全土を制圧したと主張した。
7月3日時点でロシア軍、DPR軍、LPR軍はマリウポリ、セベロドネツク、リシチャンシク、ルビージュネなどの都市を制圧している。
なお、ロシア側が全域を占領したとしていたルハンシク州のうち、ノヴォセリフスケ、ステルマヒウカ、ミアソジャリウカ、ドゼレルネ、アンドリウカ、ライホロドカ、カマジニフカ、マキイフカ、ネフスケ以西の集落は2022年9月のハルキウ反攻の際にウクライナ側に奪還されており、その東側にあるプロシチャンカは2023年3月1日の時点で北東部戦線における最前線となっている。

## 背景
2022年3月29日、ロシア政府は、ウクライナの首都キエフ周辺地域での軍事作戦の縮小を宣言し、北部と北東部での作戦を事実上終了させた。2022年3月25日、ロシアはウクライナでの「特別軍事作戦」の第1段階が完了したことを宣言し、ドンバス地域へ注力することを発表した。ロシア軍当局者は、ウクライナ海軍と空軍の無力化を宣言し、DPRとLPRがドネツィク州の54%、ルハンシク州の93％を支配していると述べた。ロシア軍は北部からの戦術的撤退を開始し、2022年4月6日までに完全に撤退した。ウクライナ軍が占領地を奪還した際に、ブチャの虐殺を含むロシアの戦争犯罪がウクライナ人によって発見された。
特にドンバス地域は、ロシアの支援を受けたDPRとLPRの分離主義者とウクライナ軍との間で長期化した戦闘の場所であった。 2014年から2021年後半までの間に、ドンバス戦争で1万人以上の分離主義者、ロシア人、ウクライナ人戦闘員と3095人の民間人が死亡した。

### 以前の作戦
2022年2月24日、ロシアは、疑似国家のDPRおよびLPRとともに、ドンバスを含む多くの戦線に侵攻を開始した。2月24日から現在まで、ロシア軍と同盟軍は、ハルキウの戦いや、ウクライナの主要都市の占領を目的とした様々な小規模戦闘を行ってきた。2月24日に始まったマリウポリ包囲戦では、同市の95％が破壊され、マリウポリ市長は住民2万1000人以上が死亡したとみられると述べた。 2月24日から4月18日まで、ロシア軍は2014年以降はある程度小康状態を維持していた前線「接触線」沿いではあまり活動を行っておらず、小規模な偵察活動とウクライナの軍事施設に対する小規模な砲撃戦を開始しただけであった。
2022年3月11日、ロシアの戦車がクレミンナの高齢者向け介護施設を砲撃し、民間人56人が死亡し、負傷者（人数不明）が出たとされた。ウクライナ当局によると、さらに15人の民間人がロシア兵に拉致され、ルハンシク州の分離主義者の占領地に連行されたという。
2022年4月8日、ロシア軍はクラマトルスク駅へのミサイル攻撃を行ったとされた。この攻撃により、5人の子供を含む民間人59人が死亡し、114人が負傷した。ウクライナと西側の当局者は、攻撃を「意図的」「恐るべき戦争犯罪」「意図的な虐殺」と非難したが、ロシア国防省は関与を否定し、攻撃はウクライナ軍による偽旗作戦であり、使用されたトーチカUミサイルはロシア軍の兵器の一部ではなく、ウクライナのものであると主張した。

### 前兆
2022年4月中旬、米国の諜報機関は、ロシアが軍部隊をドンバスに「再配置」していると報告した。マクサー社の衛星画像で指摘されたように、キエフ、スームィ、チェルニーヒウなどのウクライナ北部の戦場のロシア軍部隊がドンバス地域に移転し、ベラルーシとロシアの地域からの援軍がこれらの部隊を補完していた。

## 交戦勢力

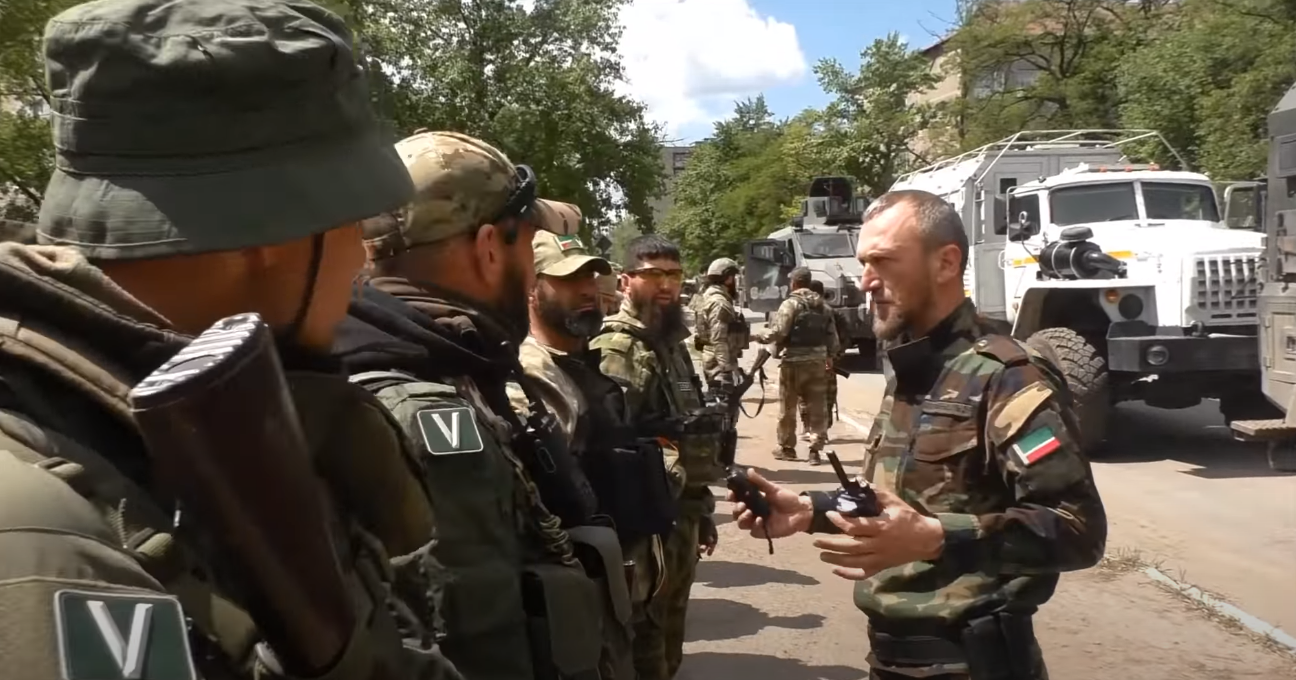
ドンバスでロシアの正規軍と分離派の民兵と共にいるチェチェンのカディロフツィ（2022年6月）

### ロシアと同盟国
4月中旬までに、ロシアは接触線に65個以上のロシア大隊戦術群（BTG）を集中させていた。 4月18日までの数日間で、11個のBTGがドンバスの既存のロシア軍に追加され、ドンバスにいるBTGの総数は76になり、合計で約6万人になった。
DPRとLPRは、この攻勢に合計で約2万7000人の兵士を動員した。
2014年に結成された親露派義勇兵グループであるドンバス義勇兵連合は、現役兵約1万4500人を擁しているとされた。
西側メディアは欧州連合の当局者の発言を引用し、1～2万人のリビア、シリア、エチオピア、およびワグネル・グループの傭兵がドンバスでロシア軍によって動員されたと報じた。   

### ウクライナ

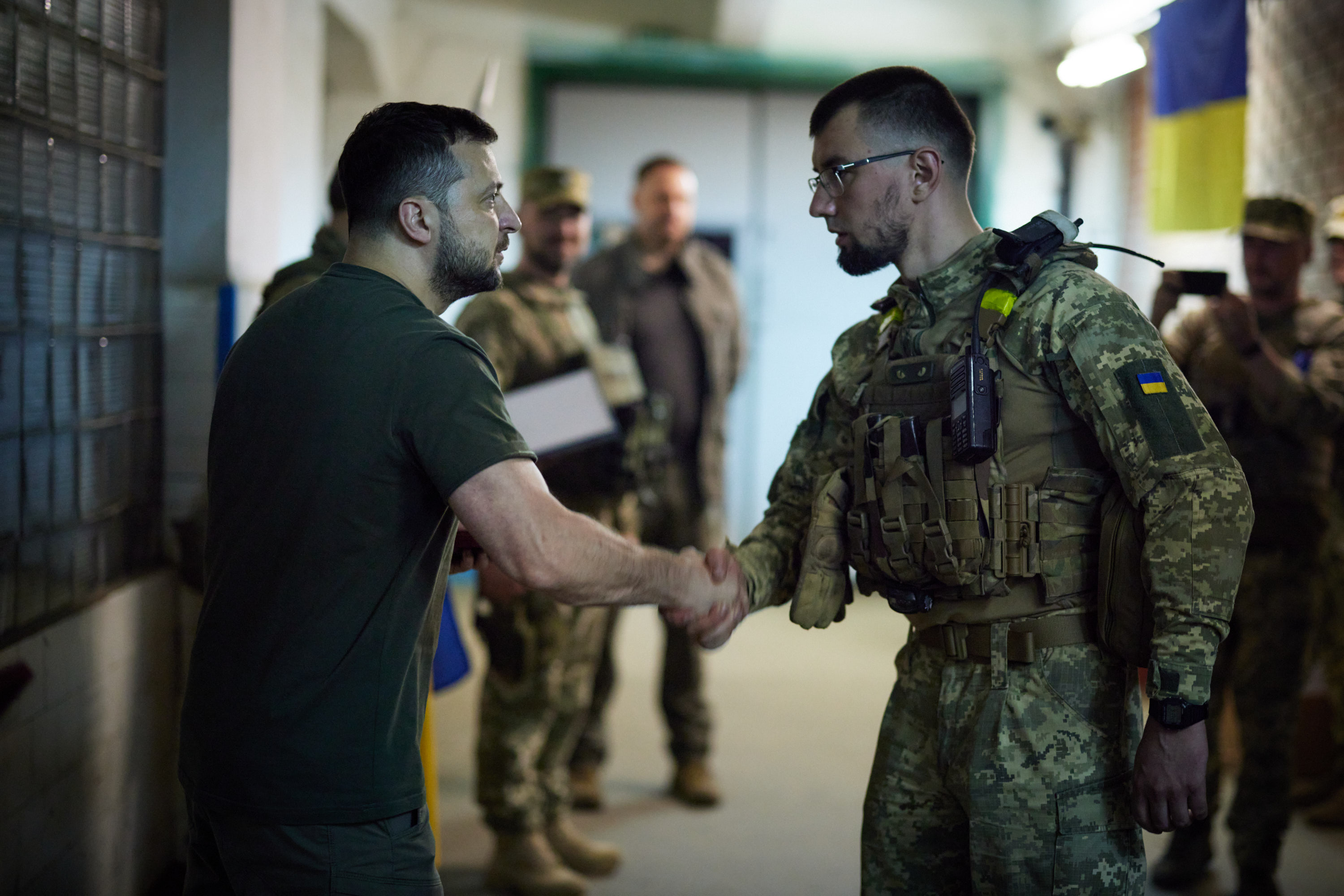
ドンバス地域でのゼレンスキー大統領と第24独立機械化旅団の兵士達

この戦いのために、ウクライナ側は6個の正規旅団とジョージア軍団を集結させた。2月1日のフォーブスによると、ウクライナ軍は20個の現役旅団で構成されていた。つまり、ウクライナの現役部隊の30％、約5万1000人の兵士がドンバスで組織された。さらに、領土防衛軍の部隊は、民間人の予備役（人数不明）、外国人義勇兵、パルチザンと共にドンバスで活動していた。
4月15日、ゼレンスキー大統領は、ドンバス地域にいるウクライナ軍は4万4000人に上ると述べた。2022年4月19日、BBCは、ドンバスにいるウクライナ軍は4万〜5万人であると報じた。

## 作戦開始
ロシアのセルゲイ・ラブロフ外相は、ドンバスでの新たな攻撃の開始を認め、それが「この特別作戦全体において非常に重要な瞬間」であると主張した。
ロシア軍のウクライナ攻勢の新たな段階に対処するために、フランスのエマニュエル・マクロン大統領とアメリカのジョー・バイデン大統領は、フランス、ドイツ、イギリス、カナダ、イタリア、ポーランド、ルーマニアの代表者と会談した。この会談には、NATO事務総長のイェンス・ストルテンベルグ、欧州委員会委員長のウルズラ・フォン・デア・ライエン、欧州理事会議長のシャルル・ミシェルも加わった。
4月22日、ロシア中央軍管区司令官のルスタム・ミネカエフ少将は、ウクライナ侵攻の「第二段階」の目的は、ドンバスとウクライナ南部を完全に占領し、ロシアが支配する未承認分離国家（国際的にはモルドバの一部）である「沿ドニエストル共和国」との陸路を確立することであると宣言した。ミネカエフ少将は、沿ドニエストルで「ロシア語を話す人々が抑圧されているという証拠」があったと付け加えたが、その主張の詳細は明らかにしなかった。
これに対し、ウクライナ国防省は、ロシアの意図は帝国主義であると表現し、ロシアがウクライナに対して領土的野心を持っていないことを保証した以前のロシアの主張と矛盾しており、ロシアが「戦争の『第2段階』の目的が架空のナチスに対する勝利ではなく、単にウクライナ東部と南部の占領である」ことを認めたものだと述べた。戦争研究所は、軍事作戦はウクライナの防衛をテストすることを目的とした小さな小競り合い作戦で構成されていたが、砲撃作戦は接触線に沿ってウクライナの防衛を狙い撃ちし続けていると主張した。

## 戦闘

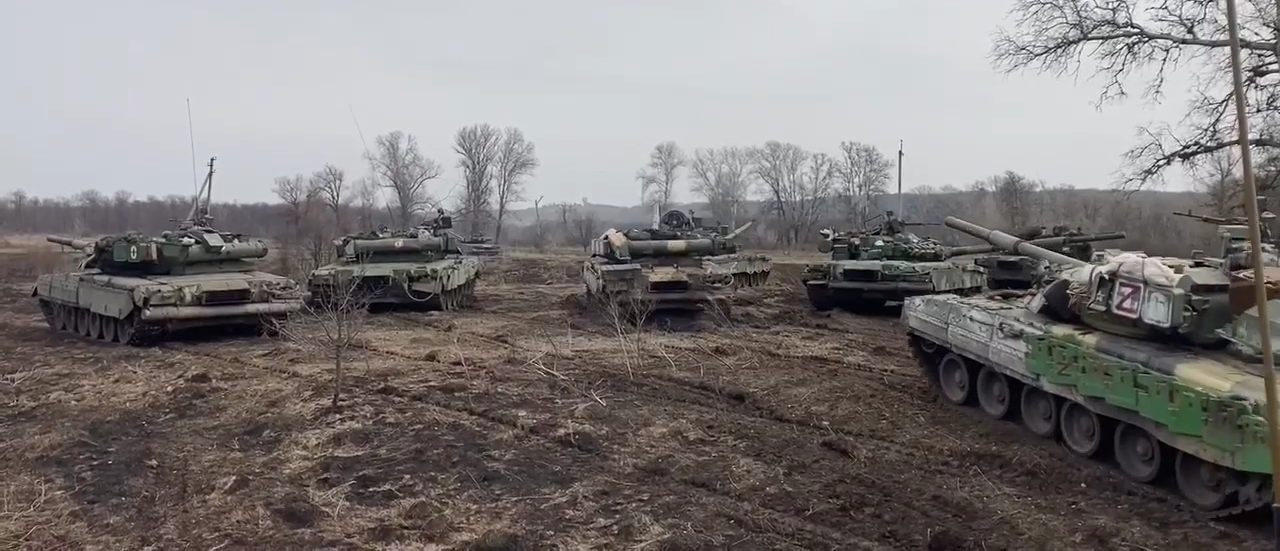
浮橋でドネツ川を渡った後のウクライナ東部のロシア軍戦車（2022年4月）

### 作戦初期（4月18日～30日）
2022年4月18日の夜、ロシア軍はルハンシク、ドネツク、ハリコフ州の陣地に対する集中砲撃戦を開始した。オンラインニュース筋によると、ドネツクではロシアが夜通しで砲撃し、民間人2人が死亡、9人が負傷した。ウクライナのゼレンスキー大統領は、「ドンバスの戦い」が始まったと発表した。
ルハーンシク州地域軍政当局のトップ、セルゲイ・ガイダイは地域住民に対し、ロシア軍に殺害されたり人質にされたりしないように直ちに避難するよう呼びかけた。
4月25日までに、ロシア軍は、ウクライナ軍に対して3対1の数的優位性（攻撃側が防衛軍に対して必要とする従来の優位性）を達成した。ロシア軍はドンバスに約76個の大隊戦術群（BTG、1BTG＝800人規模）を集結させていた。
最初の一週間で、ロシア軍はクレミンナを完全支配し、ルビージュネに進軍し、ポパスナの大部分を制圧し、前線沿いへの砲撃を継続した。ウクライナの当局者によると、ロシア軍はドネツィク州の42の村々を占領したと発表したが、どの村が占領されたかについての詳細は明らかにしなかった。
スロボザンスキーとドネツクの作戦地区では、ロシア軍が一部の地域で攻撃作戦を強化し、ドネツクとルハンスの全体を占領することを目的として、ドネツク、カルキフ、ルハンスク地域のほぼ全最前線に沿ってウクライナの防衛を突破しようとした。一方、ウクライナ政府はウクライナ軍が反撃を開始し、マリンカの町を奪還したと発表した。伝えられるところでは、恐らくワグネル・グループと関連するリビアとシリアの傭兵がポパスナでウクライナ軍と衝突し、ウクライナ政府は傭兵20～25人が死亡したと主張した。 
ロシア軍はゆっくりと着実に前進を続け、ポピフカ、ピシャネ、ノボトシキフスケ、ザリチネ、ジトリフカの町を占領し、ポパスナの制圧及び同地を越えて進軍する準備を行い、イジュームから南東に、クレミンナから西に前進した。 
4月22日から29日までの間にドネツク人民共和国の軍人110人が死亡、451人が負傷した。 

### 衝突の過激化（5月1日～19日）

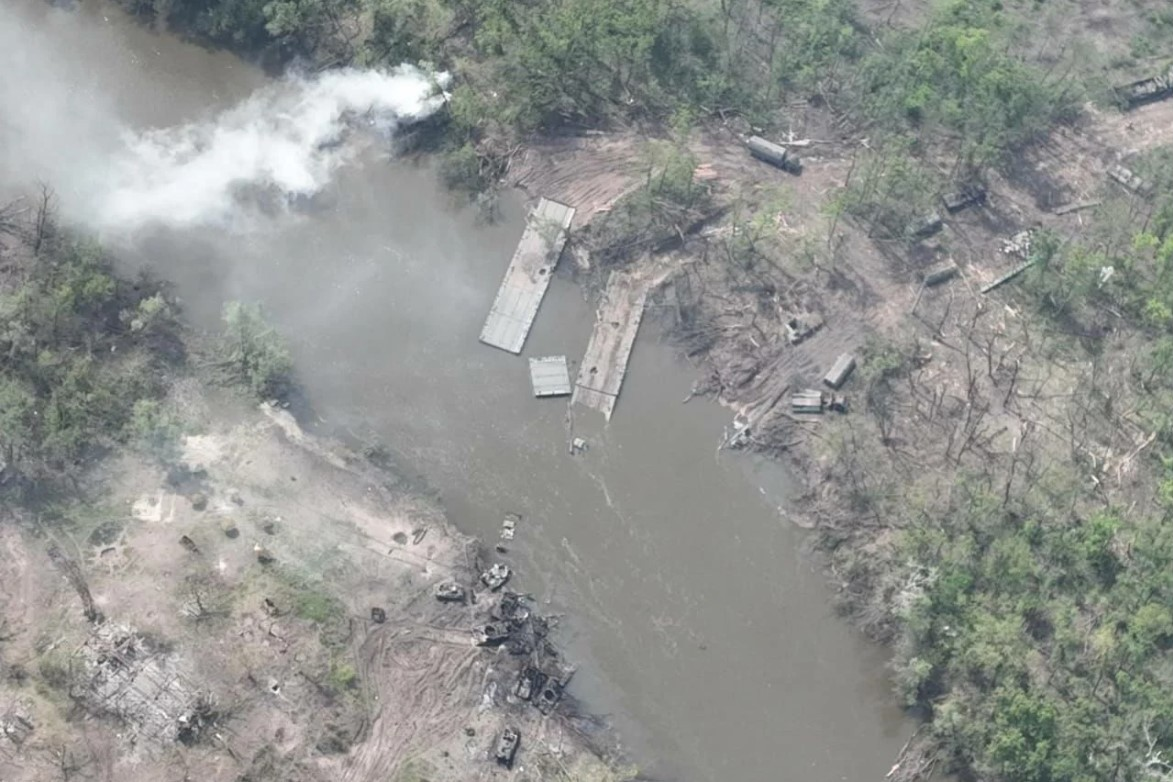
ドネツ川の戦い中にビロホリウカ近郊で破壊されたロシア軍の浮橋と車両

5月初め、ロシア軍は大規模な砲撃作戦を特徴とする激しい戦闘を開始し、その後、最前線を越えてウクライナの陣地を地上攻撃した。
5月7日、ポパスナ市はロシア軍とLPR軍に制圧され、州知事はその事実を認めた。ポパスナはこの時までに大部分が破壊されていた。5月12日までにロシア軍はルビージュネを制圧したと報じられた。
ドネツ川で大規模な戦闘が起き、ウクライナ軍はドネツ川を渡河しようとするロシア軍の試みを何度も撃退した（ドネツ川の戦い）。ウクライナ軍はドネツ川の戦いでロシア軍の1個大隊全体を破壊し、最大1000～1500人の兵士を殺害したと主張し、戦争研究所は550人のロシア兵の部隊のうち485人が死傷し、80台の車両が失われたと報告した。
5月15日、ウクライナはイジューム付近のロシア軍に対し反撃を開始したと主張した。同日、ロシア軍がイジューム南のDovhen'ke村を制圧したと報じられた。

### ロシアの進軍（5月20日～7月3日）

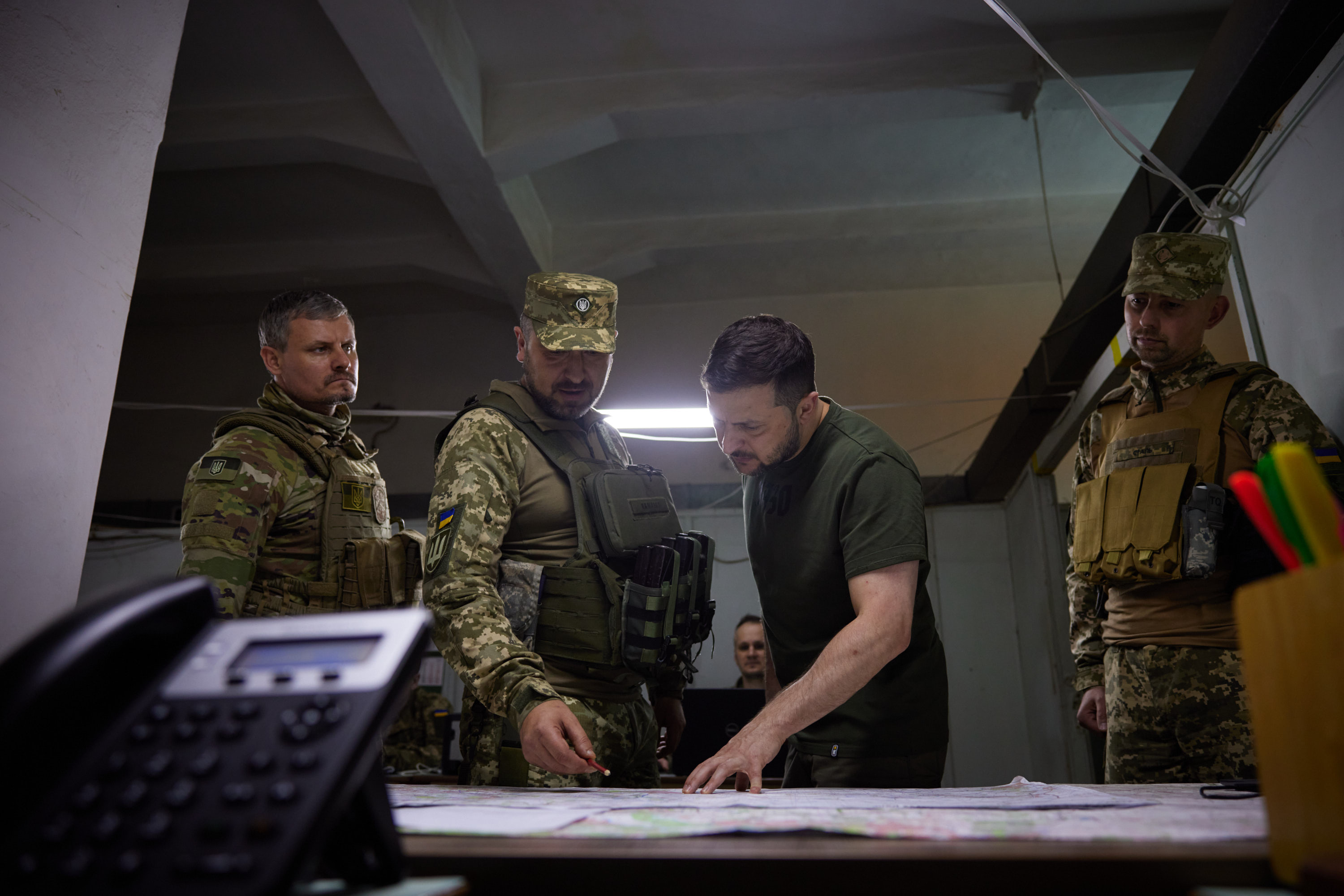
ドンバスの前線付近を訪れたゼレンスキー（2022年6月5日）

5月20日、ロシア軍はセベロドネツクへ通じる道路を遮断することを目的としてポパスナの西と南に向けてさらに前進した。ウクライナの頑強な抵抗にもかかわらず、ロシア軍は5月20日にポパスナ地域を突破した。ロシア軍は前進ルートを確保することに成功し、西（バフムート方面）と北に向けて同時に前進し、セベロドネツクへ通じる道路を遮断しようとした。しかし、5月24日までに、親ウクライナの情報筋は、ポパスナ方向の進軍レベルが大幅に鈍化したと主張した。
5月23日、ロシア軍はリマンの町に侵入し、5月26日までに同地を完全制圧したと報じられた（リマンの戦い）。ウクライナ軍はスヴャトヒルシクから退却したと報じられた。5月24日までに、ロシア軍はスビトロダルスク市を制圧した。
6月1日、ウクライナはセベロドネツクの70-80%がロシア軍に占領されたと発表した。6月3日、ウクライナは反攻を開始し、都市の20%を奪還したと主張した。しかし、6月8日にウクライナ陸軍はセベロドネツク市郊外に押し戻された。
6月10日、ウクライナの軍事情報局のVadym Skibitsky副局長は、ウクライナはほぼ弾薬切れであると述べた。 彼は、ウクライナは供与された砲弾をほぼ使い果たしており、砲弾の供給は西側に依存していると付け加えた。 さらに、ヨーロッパからの弾薬供給も限られており、補充する必要があるとした。Skibitskyによれば、大砲システムでロシアはウクライナの10～15倍のアドバンテージがあるという。彼は、ウクライナ軍が1日に5,000〜6,000発、具体的には西側から供与された155mmの砲弾を使用していると述べた。スキビツキーは、ロシアの大砲を破壊するために西側のロケットシステムが必要だと主張した。
ウクライナの重砲によりロシアのポパスナ近辺での進軍が大幅に遅れたことに伴い、ロシアはポパスナの南東で攻勢を開始し、ドネツ川を迂回して南からリシチャンシクを砲撃することを目指した。ウクライナのマリャル国防次官は、ロシア軍が6月26日までにルハーンシク州全域を掌握するという目標を設定したとの見方を示した。

### セベロドネツクとリシチャンシクの陥落

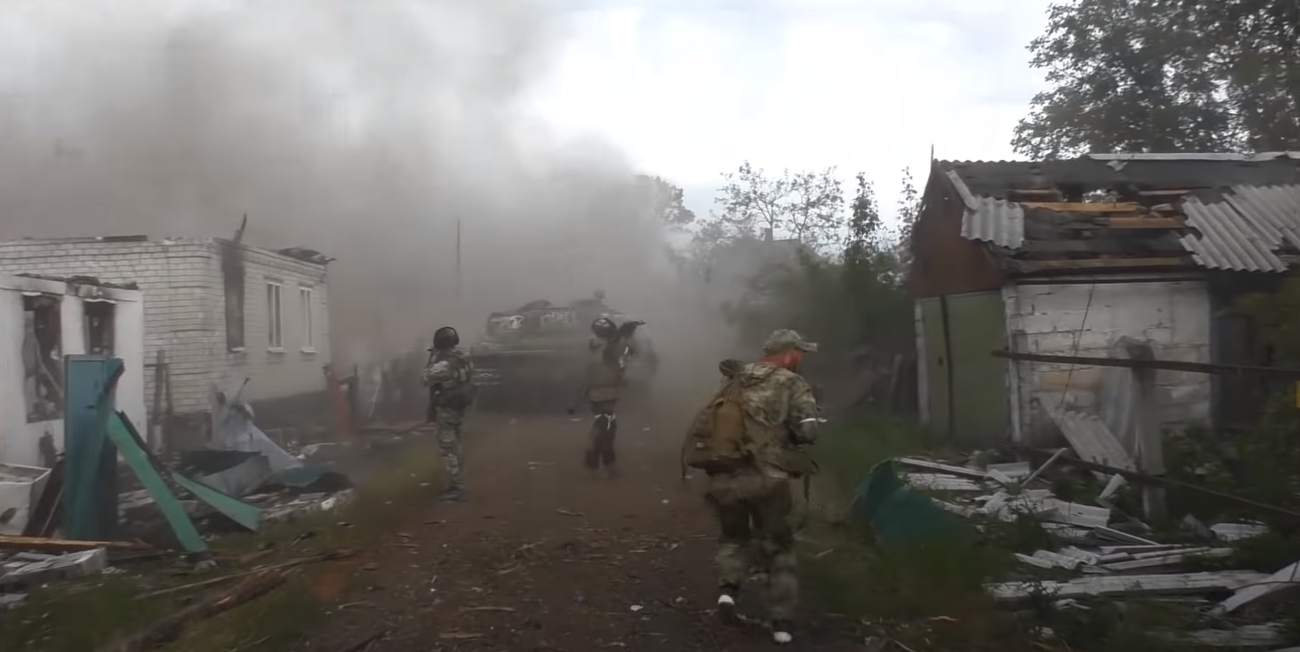
リシチャンシクに向けて進軍する親露派の分離主義者部隊（2022年6月）

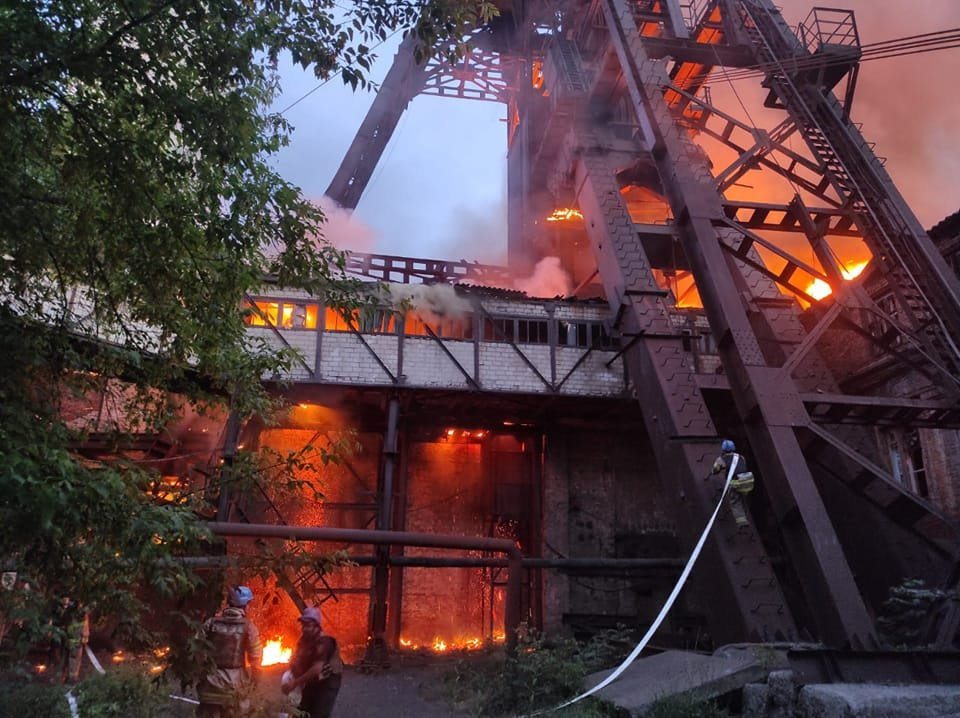
2022年6月27日にロシアの砲撃を受けた後、ToretskのToretska炭鉱で火災が発生

6月23日までに、ロシアは南で大きく前進し、トシュキフカを制圧し、リシチャンシクの南で大きな利益を得た。ロシア軍は、6月22日にLoskutivka、Myrna Dolyna、Rai-Oleksandrivka、Pidlisneをすべて制圧した。6月23日、ロシア軍は、ヒルスケとゾロテの町を孤立させて包囲し、翌日までに完全制圧したと主張した。さらに、ロシアは、6月14日までにセベロドネツク市内にいるウクライナ兵の最後の拠点となったアゾト化学工場の完全制圧を推し進めた。北からは、ロシア軍の成功は乏しく、ドネツクの都市スロビアンスクを前進させようミコライフカとボホロディクネの近くで突破口を開こうとしていた。それにもかかわらず、ロシアは前進し、南部でのロシアの進軍は、ルハーンシク州に残る少数のウクライナの防衛者にドネツィク州境付近の防衛線に撤退するように圧力がかけられた。
ロシア軍は、6月24日までにリシチャンスクへの北へのドライブでヒルスケとゾロテを完全に包囲した。ロシアの情報筋は、ウクライナ軍が過去2日間にヒルスケ、ゾロテ、およびリシチャンスク近郊で800人の囚人を含む1,000人以上の犠牲者を出したと主張した。6月25日までに、ウクライナ当局は、ロシア軍による包囲を避けるために、ウクライナ軍がセベロドネツクから撤退したことを発表し、同市が占領されたことを示した。7月1日までに、ロシア軍は南と西からリシチャンシクの包囲を続け、T1302 リシチャンシク-バフムート高速道路を都市から遮断しようとした。包囲の一部として、ロシア軍は、部隊が町の北と西に川を渡った後、リシチャンスクの北西にあるプリビリアも制圧したと主張した。Siversk、Bilohorivka、Vovchoyarivka、Berestove、Yakovlivka、Vidrodzhennia、MayorskおよびVuhlehirska火力発電所の近くのウクライナの陣地は大砲で砲撃された。
7月2〜3日、ロシアとLPRは、リシチャンスクを制圧、支配したと主張したが、ウォロディミル・ゼレンスキー大統領を含むウクライナの当局者は、戦略的都市の制圧を公式に認めなかった。戦争研究所（ISW）は、リシチャンスクが7月2日に陥落したというロシアの主張を支持し、ウクライナの防衛者が都市から「意図的に撤退した」可能性があることを示唆した。さらに、ロシア国防省は、ヴェルクネカメンカ、ゾロタリフカ、ビロホリフカ、ノボドルジェスク、マロリヤザンツェボ、ビラホラなど、リシチャンスク郊外の多くの集落を占領し、掃討作戦の過程にあると主張した。その後、ウクライナ当局は、リシチャンスクが制圧されたことを認めた。
リシチャンスクと同市西部の郊外の陥落に伴い、ロシアとルガンスク人民共和国は初めてルハーンシク州の完全支配を宣言し、ロシア主導の作戦の目的を達成した。
スラビャンスクへのロシアの砲撃は7月3日に激化した。

### ロシアの作戦停止（7月4日～16日）
ルハーンシク州を完全制圧した後、ロシアのウラジーミル・プーチン大統領は、セルゲイ・ショイグ国防相に計画通りにドンバスで攻撃を続けるよう命じ、ルハーンシク戦線で戦った部隊は「休息し、戦闘能力を高めるべきである」と付け加えた。7月上旬には、ロシアは軍隊を補充し続けており、新たな攻撃での即時の戦術目標と想定されるセベルスク近くの最前線に恐らく装備を集中させていた。一方、ハイダイ知事は、ロシアがルハンスク州を完全に支配しておらず、「州境にあるいくつかの村で」衝突が続いていると主張した。 

7月4日の英国防省による諜報ブリーフィングでは、ロシア軍は「ほぼ確実に」ドネツィク州（約55%がロシアとDPR軍に支配されている）の未占領地域の制圧に移行すると分析した。同省は、ドネツクでの戦闘は、前進が遅い中、町や都市を壊して平らにする大規模砲撃に代表されるように、「粉砕と消耗」が続くだろうと予測した。ルハンスク州知事のセルヒイ・ハイダイは、スラビャンスクやバフムートなどのドネツクの都市が間もなくロシアの激しい攻撃を受けると予想し、両都市の砲撃は増えていると述べた。英国の諜報報告と同様に、ハイダイはドネツクでのロシアの戦術はルハーンシクでの戦術と同じであると示唆し、「彼らは大砲であらゆるものを撃つだろうが、前進するのは難しいだろう」と述べた。ウクライナ軍の将軍は、ロシア人がBTGをイジュームからスラビャンスク戦線に再配置し、現在、砲撃、地上攻撃、威力偵察を続けながら、東と南東からセベルスク、フェドリフカ、バフムートに向けて前進することに注力していると述べた。ウクライナは、ロシア軍がバフムート-リシチャンスク高速道路に沿って西に進むことを予想した。7月5日、スラビャンスク市長のVadym Liakhは、「最も近いロシアの位置は都市から7-10kmである」と述べ、住民に都市からの避難を促し、ドネツィク州知事のパブロ・キリレンコも、残りの35万人の住民に州からの避難を促した。

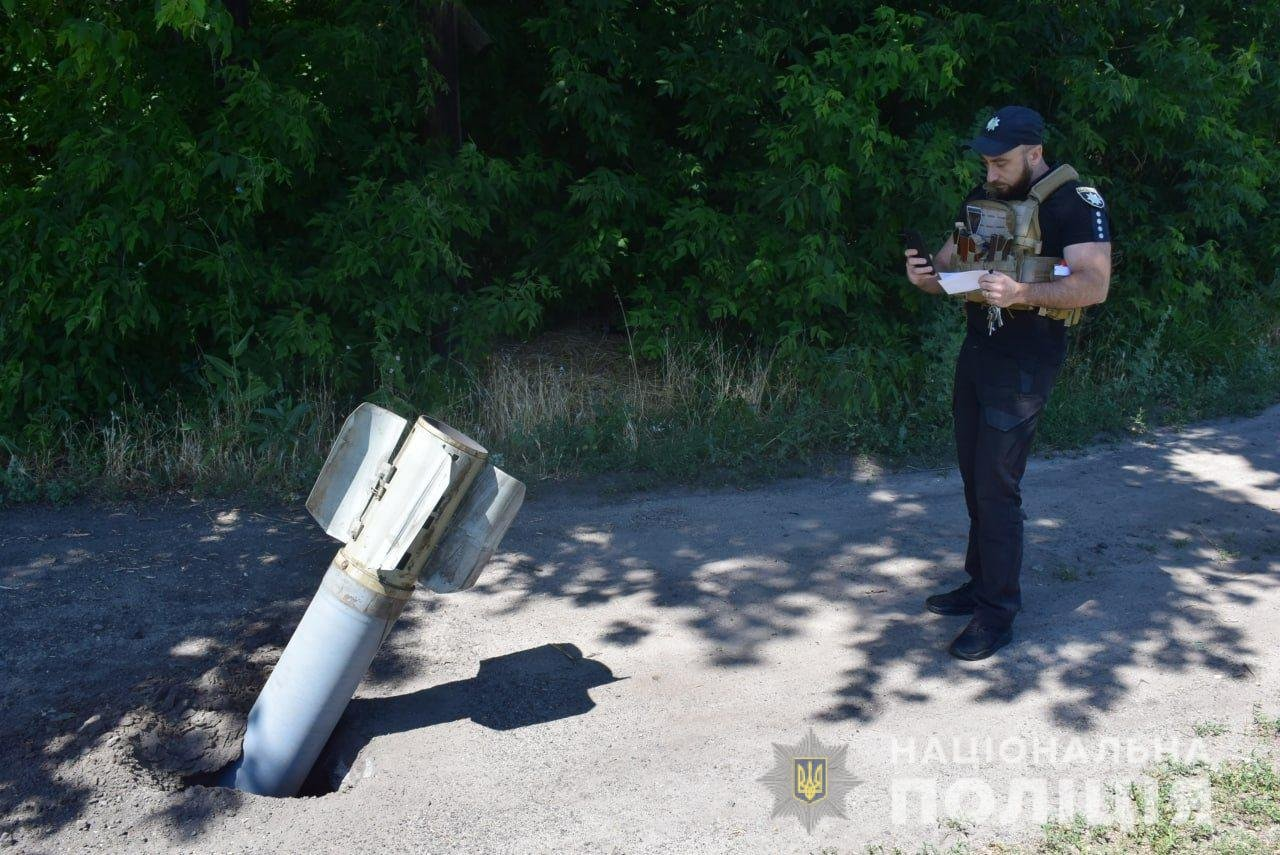
オレクサンドリフカで発見されたロシアのロケットの不発弾（7月6日）

7月7日、戦争研究所は、ロシア軍が「戦争開始から133日ぶりに、初めて占領地の拡大を主張しなかった」とし、「これは、ロシア軍が作戦遂行を一時停止したことを意味する」と分析した。

ルハーンシク州知事のセルヒイ・ハイダイは、ロシア人が同州を完全に占領したことを否定し、リシチャンスク周辺の村での衝突でロシア軍は大きな損失を被ったと主張し、彼らが焦土戦術を使ったと非難した。ハイダイはまた、ドネツ川の橋頭堡を拡張するためのロシアの正規軍と予備軍による試みが、ウクライナの砲撃によって行き詰まったと主張した。親ロシアの情報筋は、スピルネの村が占領され、ドネツク北部のVerkhnokamyansk村への新たな地上攻撃の際に前進があったと主張した。当時、この主張は独自に確認されていなかった。報道によると、ロシアとウクライナの両方の情報筋は、ウクライナ軍が限られた反撃でソロドゥケ村を奪還したことを認めた。

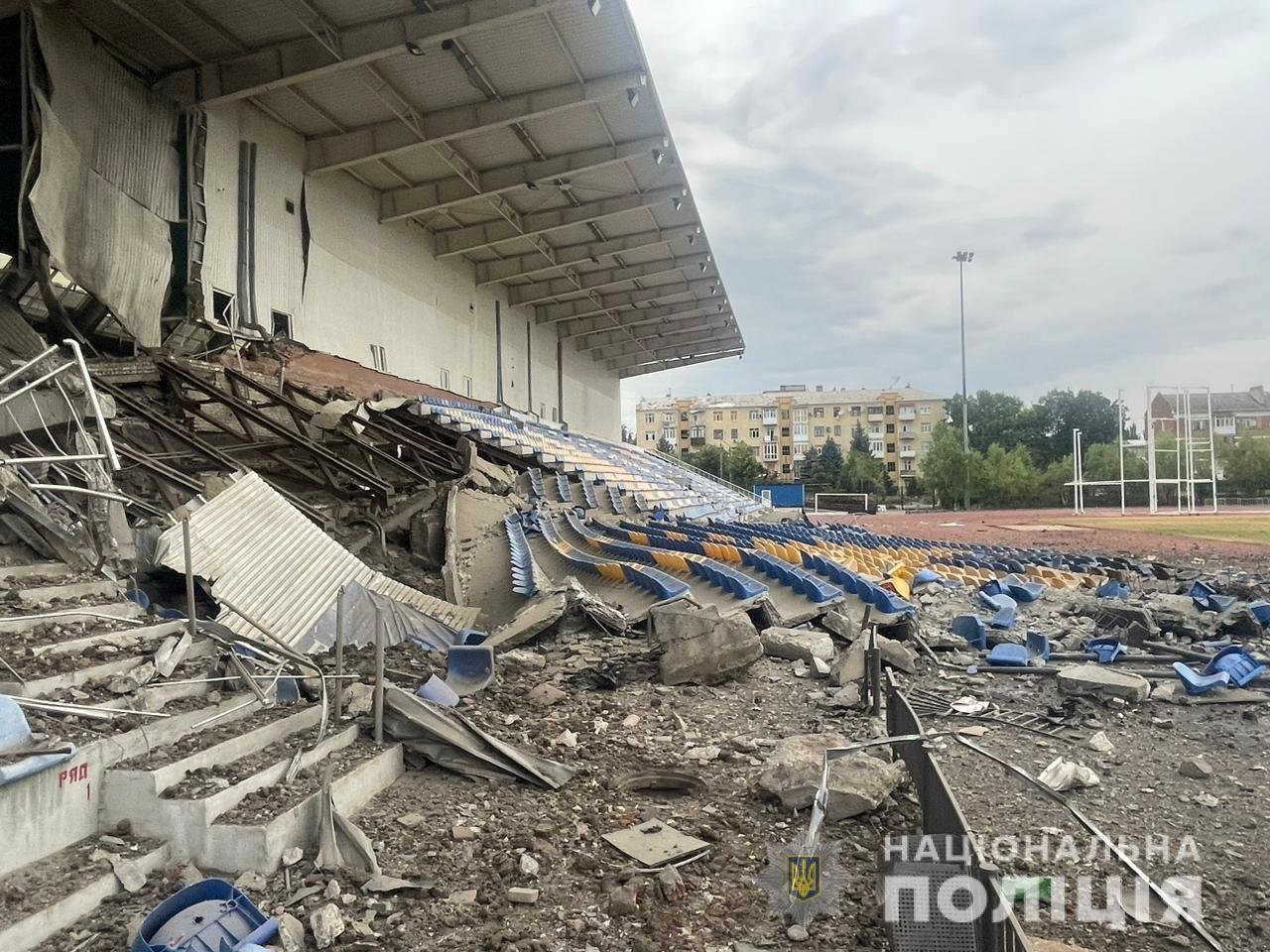
7月11日にバフムートのMetallurg stadiumがロシアの砲撃を受けた

7月11日、ゼレンスキー大統領は、激しい砲撃と空爆の継続およびウクライナ軍が「各方面で強固に防衛し、攻撃を撃退している」との報告が続いていることを理由に、ロシア軍による継続的な「作戦停止」があったという考えを退け、過去24時間の34回のロシアの空爆は「作戦の一時停止」を示すものではないと主張した。
7月16日、ロシア国防省は作戦停止が終了したと発表した

### ドネツィク州での攻勢（7月17日～現在）
7月17日までにロシア軍はドネツィク州の55%を支配していた。7月25日、ドネツク人民共和国情報副大臣のダニール・ベズソノフはDNRが8月末までにドネツィク州全域を支配すると予想していると述べた。複数のロシアと西側の情報筋は、ロシアが9月前半までに占領地で住民投票を行う意向であり、恐らくロシア連邦の統一投票日の9月11日前後になると過去に報告していた。
7月17日～20日の間に、ロシア軍はシヴェルシクの東とバフムートの南で地上攻撃を何度も行ったが、前線沿いでの大きな進展は報告されておらず、ウクライナは多くの局地攻撃を撃退したと主張している。7月21日、英国防省は、ロシアがウクライナで二番目の規模のボホレヒルスク発電所に接近しており、そこで突破口を開こうとしていると警告した。
7月25日、ロシア軍はベレストヴェを制圧した。LPRの代表者は、ノヴォルハンスケの入口の看板前にいるワグネル・グループの傭兵の映像をオンラインに投稿し、ロシア軍がバフムート郊外の南東約25キロに位置するノヴォルハンスケに進軍したことを示唆した。一部のロシア筋はまた、ロシア軍がノヴォルハンスケの北端に位置するボホレヒルスク発電所を占領し、積極的に掃討を行っていると主張したが、一方、ウクライナ参謀本部は、ロシア軍はその前線で「部分的な成功」しか得られていないと報告した。親ロシア筋によると、ワグネルの傭兵戦闘員が発電所への襲撃に参加しており、戦闘が数日間続いた後、7月26日までに発電所は完全に制圧された。ISW は、ウクライナ軍がボホレヒルスクの貯水池エリアから北西のSemyhiryaに向かって「制御された撤退」を行った可能性が高いことを示唆した。ウクライナの当局者は、7月27日に発電所が制圧されたことを認めた。 
7月26日、ウクライナ参謀本部は、ロシア軍がボホレヒルスク発電所の西にあるSemyhirya村で戦闘を行っていると述べた。7月27日、オンラインに投稿された映像では、ワグネルの傭兵がクリノヴェに到着したことを示しており、親ロシアのテレグラムチャンネルReadovkaは、ロシア軍がポクロフスケの支配を確立したと主張した。7月28日、ウクライナ参謀本部は、ロシア軍がSoledarとVershnyaの近くでわずかな前進を遂げ、アヴディーイウカとピスキーへの攻撃を再開したと述べた。ウクライナは、ロシア軍が地上攻撃中にウクライナの軍服を着ていたと非難した。ウクライナ軍は、7月28日にロシア・親ロシア兵270人を無力化し、戦車7台を破壊し、Soledar - Vershnya戦線とアヴディーイウカ - ピスキー戦線でのすべての攻撃を撃退したと主張した。一方、分離主義者は、アヴディーイウカ地域のロシア軍とDPR軍は市の北と東で大きく前進したと主張した。 
7月28日までにISWは、ロシア軍がシヴェルスク戦線を犠牲にして、市の東と南東からバフムートへの進軍を優先していると示唆した。一方、同日に、ロシア占領下のオレニフカの捕虜収容所が攻撃され、多数のウクライナ人捕虜が死傷した（オレニフカ捕虜収容所爆発）。7月30日時点で、攻撃の加害者はわかっていない。7月30日、ゼレンスキー大統領は、ドネツク地域に残っているすべての民間人に避難を命じた。ウクライナの推計によると、20万～22万人の民間人がドネツィク州の未占領地域にまだ住んでいるという。 
8月1日、英国防省は、ロシアは過去4日間の攻撃において、バフムート軸での前進が遅いと明らかにした。ルハーンシク州知事のセルヒイ・ハイダイは、ロシア軍がアルチェフスクなど LPR が支配する都市で住民を募集し、動員しようとしていると主張した。8月2日、ロシアのセルゲイ・ショイグ国防相は、ロシア軍は最近、ベレストヴェ、ポクロフスケ、ノヴォルハンスケ、セミヒリア、フリュホリフカ、ストリアピヴカの 6 つの前線集落を占領し、ドネツィク州の占領は「計画通り」進んでいると表明した。同日、ロシア軍はアヴディーイウカの南西にあるブティフカ炭鉱周辺のウクライナ軍陣地を占領した。ウクライナ軍は2015年以来、ブティフカ炭鉱の換気立坑周辺に陣地を保持しており、その場所はドネツク市に最も近いウクライナ軍の陣地であり、アヴディウカの重要な防衛前哨基地であるという。ウクライナの参謀本部はまた、ロシア軍がバフムートの南東約20kmのヴィドロジェニヤ-コデマ線沿いで「部分的な成功」を収めたと述べた。
8月4日までに、ドネツク人民共和国第11連隊を含む複数のロシアの情報筋が、ロシア軍とDNR軍がピスキーを完全に制圧したと主張した。一方でウクライナ参謀本部は、ロシアがピスキーに進撃しようと試みるも失敗したと報告した。8月5日、数人のロシア人軍事ブロガーが、Soledarの南東郊外にある石膏工場でロシア軍が活発に戦闘を行っていると主張したが、ウクライナの情報筋は、ロシア軍はバフムートを取り囲むウクライナの防御を突破するのに苦労していると述べた。ルハーンシク人民共和国 のヴィタリー・キセレフ副内務大臣は、DNR旅団とワグネル・グループの部隊が8月5日にマリンカの半分を支配したと主張したが、ウクライナ軍参謀本部は、ロシアのマリンカへの前進の試みは失敗したと報告した。

## 犠牲者

### 軍の死傷者
ウクライナ政府は、ドンバスにいるウクライナ軍の全体的な死傷者数を提供することを差し控えているが、毎日の死傷者数のさまざまな推定値を定期的に提供している。ウクライナによると、5月下旬の時点でドンバス戦線で毎日50人から100人のウクライナ兵が殺害されていた。6月初旬までに、ドンバスで毎日最大200人のウクライナ兵が死亡、800人が負傷していた。6月中旬までに、一部のウクライナ当局者は、ウクライナ軍は、200〜500人の死者を含む、以前の1日あたり1,000人の死傷者の記録をはるかに上回っていると推定した。
ロシア軍の死傷者については、ウクライナ陸軍東部作戦管区がロシア軍の毎日の死傷者数を公表している。
LPRは、LPR大隊の指揮官とその部下の戦闘員が戦闘中にクレミンナ付近のウクライナ軍に包囲された際に、同指揮官が戦死したことを明らかにした。この戦闘による死傷者数はわかっていない。
7月18日、シヴェルシク北西のヒロホリフカ近郊での衝突の際にロシアの戦車の待ち伏せ攻撃を受け、アメリカ人2人、カナダ人1人、スウェーデン人1人が死亡した。これらの外国人戦闘員はウクライナ領土防衛隊の特別作戦部隊の一員であった。
| 内訳                                            | 死傷者                          | 時期                   | 情報源                     |
| ----------------------------------------------- | ------------------------------- | ---------------------- | -------------------------- |
| ウクライナ軍 (ウクライナ軍、国家親衛隊)         | 12,490人以上死亡                | 2022年4月21日～6月20日 | ロシア国防省               |
| ロシア軍と連合軍 (ロシア軍、DPR、LPR、ワグネル) | 6,345 - 7,363人以上の兵士が死亡 | 2022年4月18日～6月20日 | ウクライナ陸軍東部作戦管区 |
| ドネツク人民共和国部隊                          | 982人以上死亡、4,165人以上負傷  | 2022年4月23日～7月14日 | ドネツク人民共和国         |

### 民間人の死傷者

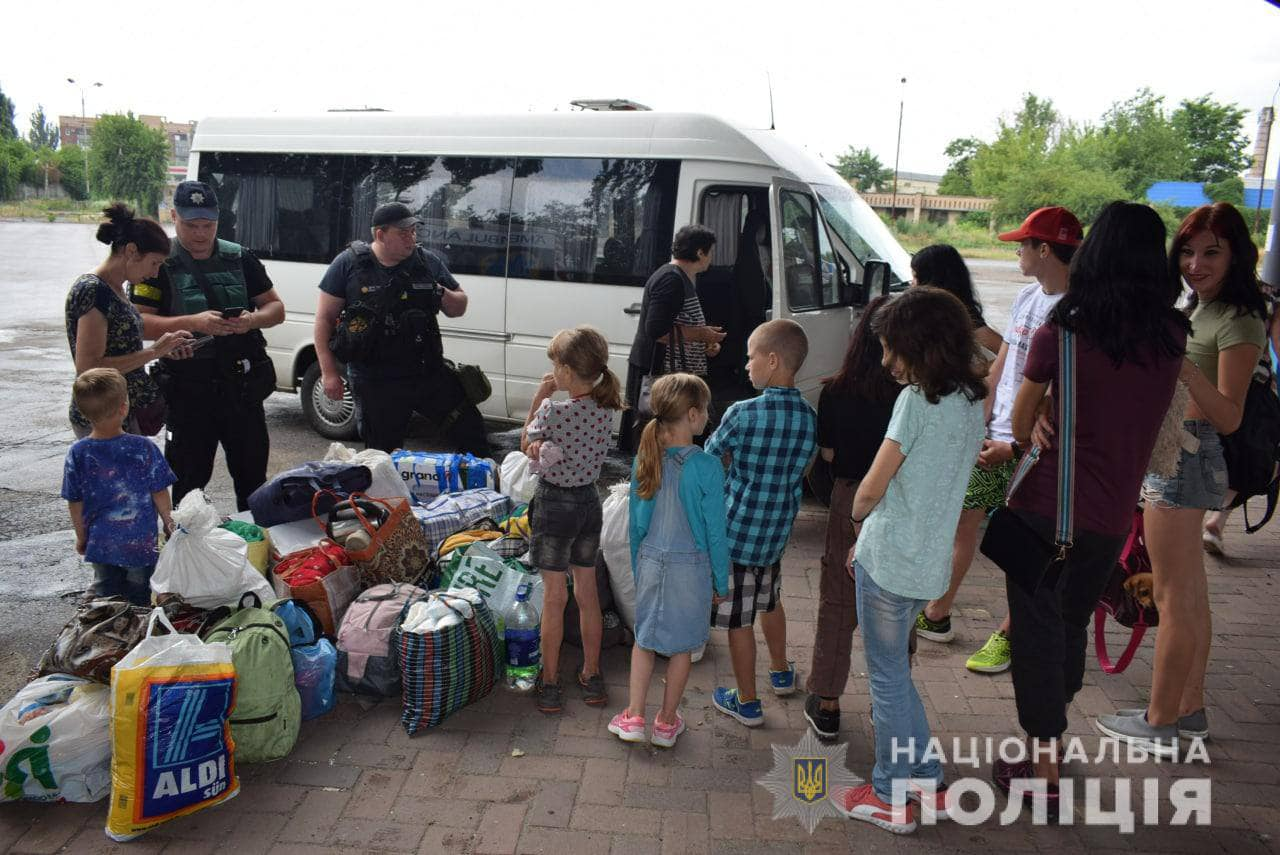
ビルバソフカ（ドネツィク州）からドニプロペトロフスクに向かう途中、バンの前に荷物を集める避難民（2022年6月23日）

戦闘中、ロシアは民間地域への攻撃を強めた。 ルハーンシク州の約90人の民間人が避難していた学校へのロシアの空爆により、民間人60人が死亡し、少なくとも7人が負傷したとされた。イジュームでは、アパートの下の瓦礫から44人の民間人の遺体が回収されており、合計60人の民間人が死亡したと報じられた。ルビージュネとリシチャンシク近郊のクレミンナでの戦いでは、ウクライナ軍は激戦の末、同地の支配権を失った。クレミンナでの戦闘中に民間人200人以上が死亡し、さらに、戦闘から逃れようとした民間人が4人死亡し、1人が負傷した。5月26日、ウクライナ政府はセベロドネツクで民間人1500人以上が死亡したと主張した。7月10日、ロシアのロケット攻撃がチャシブヤールの高層住宅に直撃し、少なくとも34人が死亡した（チャシブヤールへのミサイル攻撃）。
7月17日時点で、戦闘に関連する軍事活動により、民間人2,750人以上が死亡し、3,000人以上が負傷した。7月11日時点で国連はドネツクとルハーンシク地域だけで民間人2,219人が死亡し、2310人が負傷したと計測した。
戦場の霧とウクライナ領土の一部が軍事占領されているため、民間人の死傷者数を集計することは不可能であるが、実数は大幅に多いことが保証されている。その一例として、ウクライナの情報筋によると、リシチャンスクでは民間人「数千人」が死亡したが、公式データの民間人の死者は150人であった。
| 地区                                 | 死傷者                           | 期間                   | 情報源               |
| ------------------------------------ | -------------------------------- | ---------------------- | -------------------- |
| ビロホリウカ                         | 60人死亡、7人負傷                | 2022年5月8日           | ウクライナ政府       |
| ドネツィク州(マリウポリを除く)       | 433人死亡、961人負傷             | 2022年4月18日～8月4日  | ウクライナ政府       |
| クレミンナ                           | 200人死亡                        | 2022年4月18～19日      | ウクライナ政府       |
| セベロドネツク                       | 1,100人以上死亡、52人以上負傷    | 2022年5月27日          | ウクライナ政府       |
| リシチャンシク                       | 158人以上死亡、42人以上負傷      | 2022年5月25日          | ウクライナ政府       |
| ハルキウ州（イジュームを除く）       | 379人以上死亡、328人以上負傷     | 2022年4月18日～7月11日 | ウクライナ政府       |
| ルハーンシク州(セベロドネツクを除く) | 90人死亡、72人負傷               | 2022年4月18日～6月16日 | ウクライナ政府       |
| アゾフスタリ製鉄所                   | 600人負傷                        | 2022年4月29日          | ウクライナ政府       |
| ドネツク人民共和国                   | 354人死亡、999人負傷             | 2022年4月23日～7月14日 | ドネツク人民共和国   |
| ルガンスク人民共和国                 | 15人以上死亡、3人以上負傷        | 2022年4月28日～6月8日  | ルガンスク人民共和国 |
| 合計                                 | 2,799人以上死亡、3,080人以上負傷 | 2022年4月18日～8月4日  |                      |